# Kusuma Affandi
Affandi (Cirebon, 1907 – 23 maggio 1990) è stato un pittore indonesiano. Era figlio di R. Koesoema, un sorvegliante di una locale fabbrica di zucchero. il padre voleva che diventasse medico, ma Kusuma, terminati gli studi secondari superiori a Giacarta, non li proseguì per il desiderio di diventare un artista. Dal 1934 Affandi cominciò a studiare pittura come autodidatta. Sposò Maryati, un'artista sua seguace, e una dei suoi figli, Kartika, divenne anch'ella pittrice.

È il più noto esponente della nuova pittura del suo Paese, che ebbe la sua data ufficiale di nascita nel 1938, quando a Giacarta fondò l'Unione degli Artisti (Persatuan Ahli Gambar), poi meglio conosciuta come "gruppo Persagi", che partecipò all'Esposizione di Bandung l'anno successivo.
Dal 1949 al 1951 Affandi vive e lavora in India e da lì si reca in Europa (Parigi, Londra, Bruxelles, Roma); da questo periodo inizia a dipingere con uno stile personale che si rifà all'espressionismo tedesco, caratterizzato da forti pennellate e dalla tecnica di stendere i colori sulla tela direttamente dal tubetto. 
Si reca poi negli Stati Uniti, dove insegna alla Ohio State University e dipinge un murale nell'East-West Center delle Hawaii. Espone alla Biennale di Venezia (1954) e di San Paolo (1956) e viaggia attraverso l'Asia, realizzando una serie di quadri per un collezionista giapponese.
Fra le sue opere più importanti i numerosi autoritratti, di cui molti presenti nella sua casa-museo di Yogyakarta, dove si conservano 250 dei suoi quadri.
In Italia ha ottenuto, nel 1977, il premio ''Dag Hammarskjoeld''.

## Elenco delle note
1. ↑   Tim Narasi (2009). 100 Tokoh Yang Mengubah Indonesia (Revised ed.). Narasi. ISBN 9789791681537..
2. ↑   Affandi Koesoema - Profil | merdeka.com, su web.archive.org, 23 maggio 2015. URL consultato il 22 novembre 2024 (archiviato dall'url originale il 23 maggio 2015).